# Wilhelm Crönert
Wilhelm Otto Crönert (* 3. April 1874 in Traben; † 8. Oktober 1942 in Horbach) war ein deutscher klassischer Philologe und Papyrologe. Er wirkte als Privatdozent und außerordentlicher Professor an der Universität Straßburg (1911–1914), verbrachte aber nach Verlust seiner Stelle den größten Teil seines Lebens als Privatgelehrter.
In Deutschland ist er hauptsächlich durch die abgebrochene Neubearbeitung von Passows Handwörterbuch der griechischen Sprache bekannt. In Italien dagegen wird er als Begründer der wissenschaftlichen Erschließung der herculanensischen Papyri angesehen und entsprechend geschätzt.

## Leben

### Jugend und Studium
Crönert stammte aus einer Winzerfamilie an der Mosel. Er besuchte die Volksschule in Aachen, dann das Friedrich-Wilhelm-Gymnasium in Köln und legte schließlich 1893 in Trier die Reifeprüfung ab. Anschließend zog er mit seiner Familie nach Halle und studierte an der dortigen Universität Klassische Philologie, Romanistik und Geschichte. Zu seinen Lehrern zählten die Philologen Friedrich Blass, Wilhelm Dittenberger und der Archäologe Carl Robert. Im Herbst 1894 wechselte Crönert für zwei Jahre an die Universität Göttingen, wo ihn besonders der Sprachwissenschaftler Wilhelm Schulze und die Philologen Friedrich Leo und Ulrich von Wilamowitz-Moellendorff beeinflussten. Nach einem weiteren Semester in Halle (Sommersemester 1896) wurde Crönert im Wintersemester 1896/1897 mit einer Dissertation über die herculanensischen Papyri promoviert, die von Wilamowitz und Schulze betreut wurde. Crönerts Dissertation war grundlegend für die wissenschaftliche Erschließung der herculanensischen Papyri und bezog paläographische, grammatische und kodikologische Ansätze ein.

### Übernahme des „Neuen Passow“
Nach der Promotion lebte Crönert zunächst in seinem Elternhaus in Halle, bearbeitete weiterhin die herculanensischen Papyri und vertiefte ab 1899 seine Studien an der Universität Bonn bei Franz Bücheler und Hermann Usener. Am 4. Juli 1901 erhielt er den Preis der Charlotten-Stiftung für Philologie für seine Studie „über die Führung doppelter Personennamen bei den Griechen und namtlich den Aegyptern“, was ihm für vier Jahre ein Einkommen von 1200 Mark sicherte. Für seine wissenschaftliche Laufbahn war die Förderung durch seinen Lehrer Wilamowitz entscheidend: Wilamowitz stand bereits seit 1889 mit dem Göttinger Verleger Wilhelm Ruprecht (Vandenhoeck & Ruprecht) in Kontakt, der ein neues griechisches Handwörterbuch auf der Grundlage des veralteten Wörterbuchs von Passow schaffen wollte. Das Passowsche Lexikon stammte aus den 30er Jahren und war inzwischen durch seine englische Bearbeitung von Henry George Liddell und Robert Scott unter dem Titel A Greek-English Lexicon überholt. Die deutsche Altphilologie wollte diesen Rückstand aufholen. Der Verlag hatte lange erfolglos nach einem Bearbeiter gesucht. 1898 empfahl Wilamowitz seinen Schüler Crönert für das Unternehmen, und Crönert unterzeichnete 1899 einen Vertrag mit dem Göttinger Verlag, der die Arbeitszeit auf sechs Jahre und die Bogenzahl auf 180 bis höchstens 200 festlegte.

### Dozent in Straßburg und Teilnahme am Ersten Weltkrieg
Durch den Wohlstand seiner Familie war Crönert finanziell unabhängig und konnte sich eine große Privatbibliothek aufbauen, in der nahezu die gesamte griechische Literatur in Textausgaben und Kommentaren vertreten war. 1911 habilitierte er sich an der Universität Straßburg für Klassische Philologie; 1914 wurde er dort zum außerordentlichen Professor ernannt. Von 1913 bis 1914 erschienen die ersten drei Lieferungen seines griechischen Wörterbuchs, die bis zum Lemma ἀνά reichten; als dauernde Mitarbeiter waren ihm Paul Maas und Karl Mittelhaus zur Seite getreten, während Wolfgang Aly und Ernst Fraenkel die Korrektur mitlasen. Das Werk wurde in Fachkreisen weitgehend positiv aufgenommen, blieb aber durch die lange Bearbeitungszeit gefährdet. Nach den ersten drei Lieferungen musste Crönert seine wissenschaftliche Arbeit einstellen, weil er im Sommer 1914 als Reserveoffizier zum Ersten Weltkrieg einberufen wurde. Im Mai 1918 geriet Crönert in englische Kriegsgefangenschaft, aus der er erst im Herbst 1919 heimkehrte.

### Privatgelehrter im Schwarzwald
Nach der Annexion Elsaß-Lothringens durch Frankreich wurde Crönert im Januar 1919 ausgewiesen und konnte nicht auf seine Straßburger Professur zurückkehren. Selbst um die Rückgabe seiner Arbeitsmittel, die im Keller seiner Straßburger Wohnung lagerten, musste er bis Dezember 1920 kämpfen. Nach diesem Rückschlag konnte Crönert in der akademischen Welt Deutschlands nicht mehr Fuß fassen. Sein restliches Leben verbrachte er als Privatgelehrter. Er lebte auf einem Bauernhof in Horbach bei St. Blasien im Schwarzwald, wo er gleichermaßen wissenschaftlich und landwirtschaftlich tätig war. Bis zu seinem Tod arbeitete er an seinem Lexikon weiter, ohne es je zum Abschluss zu bringen. Er lebte sehr zurückgezogen, hatte auch zu seiner Familie wenig Kontakt und stand nur mit wenigen Kollegen in Verbindung (besonders mit den Freiburger Philologen Otto Immisch und Wolfgang Aly).
Während der Zeit des Nationalsozialismus trat Crönert zum letzten Mal durch Veröffentlichungen hervor. Er verfasste Zeitungsartikel, die deutlich dem Zeitgeist verpflichtet waren. Auf die Kritik Benedetto Croces am Dritten Reich (Das Deutschland, das wir liebten, 1936) reagierte er mit dem offenen Brief An den Deutschenfreund Benedetto Croce in Neapel über Deutschlands gegenwärtige Erneuerung und die Zukunft des deutschen Geistes (1937). Diese Schrift enthielt „ein krudes Gemisch von hellenistischer Staatsphilosophie – besonders Aristoteles – und nationalsozialistischer Ideologie mit allen ihren Schlagwörtern“ (Ulrich Schindel). Nach dem Urteil von Marcello Gigante (1923–2001) ist Crönerts Begeisterung für den Nationalsozialismus „ein Beweis für die Sonderbarkeit und Wirklichkeitsferne seines Wesens und auch für seinen Nationalismus, der im Schützengraben entstanden und durch die Nazi-Propaganda genährt worden ist: die strengen und bisweilen genialen Studien zur Papyrologie und Philologie hinderten solche intellektualistischen Spintisierereien nicht, die durch die Einsamkeit des Schwarzwaldes in ihrer Drastik, Unbedingtheit und Absurdität noch verstärkt wurden.“
Wilhelm Crönert starb am 8. Oktober 1942 infolge einer Beinverletzung, die er beim Holzhacken erlitten hatte. Seine umfangreiche Bibliothek vermachte Crönert der Akademie der Wissenschaften zu Göttingen, die gleichzeitig die Münzsammlung Crönerts von seiner Witwe erwarb (Sammlung Crönert). Die Bücher wurden von Emilie Boer 1943 katalogisiert und kamen erst 1946 nach Göttingen, wo sich Karl Deichgräber und nach ihm Ulrich Schindel um ihre Aufstellung kümmerten. Die Bücher befanden sich in den 2000er Jahren in einem gesonderten Raum der Bibliothek des Göttinger Seminars für Klassische Philologie; seit 2011 sind sie im Magazin der SUB Göttingen untergebracht. Zahlreiche Bücher stammen aus dem Nachlass Wilhelm Krolls, den Crönert 1940 en gros aufgekauft hatte. Crönerts Zettelkasten und weitere Arbeitsmittel für sein Lexikon überstanden den Krieg nur teilweise.

## Schriften (Auswahl)
Nach dem Schriftenverzeichnis von Frank Martin Beck (siehe unten) verfasste Crönert ca. 70 Aufsätze und ca. 120 Rezensionen. Dazu kommen neben den drei Lieferungen seines Lexikons die folgenden Monografien:
- Quaestiones Herculanenses. Göttingen 1898 (Dissertation)
  - italienische Übersetzung von Enrico Livrea: Studi ercolanesi. Napoli 1975
- Memoria Graeca Herculanensis. Berlin 1903 (Sitzungsberichte der Preußischen Akademie der Wissenschaften). Nachdruck Hildesheim 1963
- Kolotes und Menedemos. Texte und Untersuchungen zur Philosophen- und Literaturgeschichte. Leipzig 1906 (Studien zur Paläographie und Papyruskunde 6). Nachdruck Amsterdam 1965